# اندازه یک مرد (فیلم ۲۰۱۵)
اندازهٔ یک مرد (فرانسوی: La Loi du marché‎) فیلمی در ژانر درام به کارگردانی استفان بریزه است که در سال ۲۰۱۵ منتشر شد. از بازیگران آن می‌توان به ونسان لندون اشاره کرد.

## داستان
تیری به مدت ۱۸ ماه بیکار بوده است. او شغلش را به عنوان کارگر کارخانه از دست داده است. در سن ۵۱ سالگی او شغل جدیدی را به عنوان نگهبان در یک سوپر مارکت بدست میاورد اما به زودی در یک تنگنای اخلاقی قرار می‌گیرد.